# 玛尔塔·巴尔多
玛尔塔·巴尔多（西班牙語：Marta Baldó，1979年4月8日—），西班牙艺术体操运动员。她曾代表西班牙参加1996年夏季奥林匹克运动会体操比赛，获得团体全能金牌。她也曾在世界锦标赛上获得奖牌。